# Drňa
Drňa, ro roku 1948 Darňa, (maďarsky Darnya) je obec na Slovensku, v okrese Rimavská Sobota v Banskobystrickém kraji. Žije zde 215 obyvatel. V roce 2001 se 79 % obyvatel hlásilo k maďarské národnosti.. Území obce sousedí s Maďarskem. Do roku 1918 bylo území obce součástí Uherska. Na základě první vídeňské arbitráže bylo území obce v letech 1938 až 1945 součástí Maďarska.